# Agapetus slavorum
Agapetus slavorum är en nattsländeart som beskrevs av Lazar Botosaneanu 1960. Agapetus slavorum ingår i släktet Agapetus och familjen stenhusnattsländor. Inga underarter finns listade i Catalogue of Life.